# Olivaer Platz
Der Olivaer Platz ist eine parkartige Anlage im Berliner Ortsteil Wilmersdorf des Bezirks Charlottenburg-Wilmersdorf an der Lietzenburger Straße, nahe der Einmündung in den Kurfürstendamm. Der dreieckige Teil am Kurfürstendamm liegt im Ortsteil Charlottenburg.

## Lage und Beschreibung
Der größte Teil des Platzes liegt südlich des Kurfürstendamms zwischen Konstanzer und Württembergischer Straße im Ortsteil Wilmersdorf (Hausnummern 1–10 und 17, 18), die umgebenden Straßen heißen ebenfalls Olivaer Platz. Der Platz selbst hat die Hausnummer 20. Ein weiterer Teil liegt an der Nordseite des Platzes im Ortsteil Charlottenburg (Hausnummern 11–16) sowie südlich des Kurfürstendamms (keine Grundstücke zugeordnet) und wird östlich und südwestlich von den gleichnamigen Straßen begrenzt.
Rund um den Platz befinden sich zahlreiche Geschäfte und gastronomische Betriebe, zumal die Südseite des Platzes mit den Gebäuden Olivaer Platz 1–7 die direkte Fortsetzung der Xantener/Pariser Straße bildet und die Nordseite die Fortsetzung der Lietzenburger Straße. Die Gegend um den Olivaer Platz ist eine beliebte Ausgeh- und Wohngegend. Auf dem Platz befand sich von 1998 bis 2014 die Skulptur Lenz von Pit Kroke.
Am Olivaer Platz spielt eine bekannte Novelle des ungarischen Autors Sándor Márai. Des Weiteren befand sich am Platz das Schreibwarengeschäft des Vaters von Heinz Berggruen, der einer der bedeutendsten deutschen Kunstsammler des 20. Jahrhunderts war.

## Geschichte

### Anlage in der Kaiserzeit

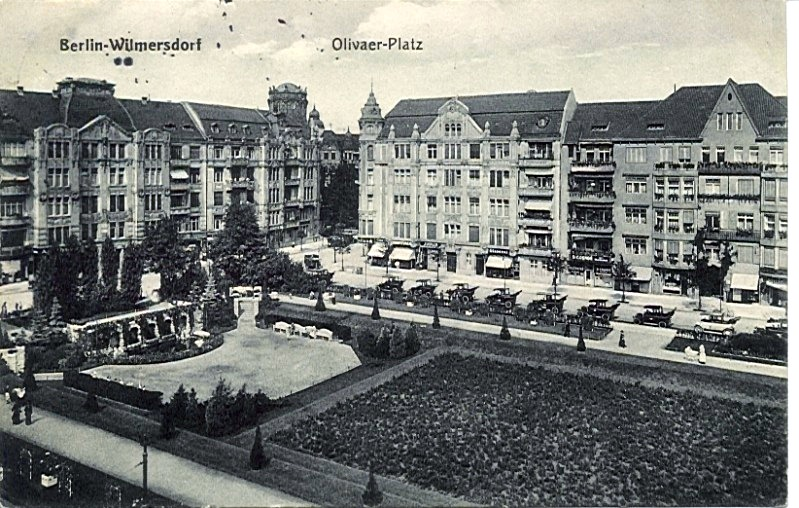
Olivaer Platz, um 1914

Der Platz wurde benannt nach dem Friedensvertrag von Oliva (geschlossen 1660 im Kloster Oliva in Pommerellen; heute ist Oliva ein Stadtteil von Danzig). Zum einen beendete dieser Vertrag die erfolgreiche Teilnahme Brandenburgs am Zweiten Nordischen Krieg; als noch viel wichtiger erwies sich später, dass er die Souveränität des hohenzollernschen Herzogtums bestätigte und damit die Grundlage für das spätere Königreich Preußen gelegt hatte. Im Bereich um den Kurfürstendamm bis zum Hohenzollerndamm erhielten die Straßen zu dieser Zeit Namen nach Personen und Ereignissen der Geschichte des Hauses Hohenzollern.
Der ursprünglich nur den zwischen der Konstanzer und der Bayerischen Straße gelegenen Bereich umfassende Platz wurde 1892 und 1907–1910 nach einem 1906 genehmigten Entwurf des Stadtobergärtners Richard Thieme angelegt. Mit diesem Entwurf kehrte sich Thieme vom hergebrachten eklektizistischen Schmuckplatz ab, wie es noch der Ludwigkirchplatz war, und schwenkte auf die neue Richtung ein, die geometrische und symmetrische Stadtplätze verlangte. Außerdem wurde ein Kinderspielplatz in den Platz integriert. Der Olivaer Platz galt damals als der modernste Platz in Berlin und Umgebung.
Der größte Teil war ein Senkgarten, der von sehr steilen Rasenböschungen begrenzt war. Zentrales Element war hier ein riesiger, mehr als ein Drittel der Platzlänge einnehmender, rechteckiger Blumenteppich aus Beetrosen, Astilben, Narzissen und Tulpen. Diese neuartige Bepflanzung war in der Öffentlichkeit umstritten. Nach Westen war der Platz von einer Stützmauer begrenzt, vor der ein dreipassförmiges Wasserbecken lag. Die Stützmauer als grottenartiger Abschlussprospekt des ganzen Platzraums war mit fünf Bogennischen monumental gegliedert. Das Material waren bossierte Rüdersdorfer Kalksteinquader.
Ursprünglich reichte das Blumenbeet bis nahe an das Wasserbecken heran. Nur ein schmaler Weg lief um das Wasserbecken herum. 1910 gestaltete Thieme diese Stelle um und schuf vor dem Brunnenbecken einen größeren freien Platz mit Sitzgelegenheiten, indem er den Blumenteppich verkürzte.

### Umgestaltung in der Nachkriegszeit
Nach dem Zweiten Weltkrieg wurde der Platz zunächst in den Formen Thiemes wiederhergestellt, wobei man den Blumenteppich durch Rasen ersetzte. Im Jahr 1961 wurde der Platz anlässlich der ab 1956 durchgeführten Verbreiterung der Lietzenburger Straße an seiner Nordseite verkleinert und nach einem Entwurf des Architekten Eberhard Fink umgestaltet. Der kriegszerstörte Baublock zwischen der Bayerischen Straße und der Schlüterstraße wurde abgeräumt und unter Aufhebung der Bayerischen Straße in diesem Bereich als Parkplatz in den Platz miteinbezogen. Markante Gestaltungsmerkmale des Platzes waren ein Springbrunnen und Bankstienwände, die eine komplexe Raumfolge bildeten, sowie die Skulptur „Schlüssel“ von Yasuo Mizui. An der Südseite wurde ein Spielplatz angelegt.

### Umgestaltung 2011–21
Nach Durchführung eines landschaftsplanerischen Realisierungswettbewerbes durch die Senatsverwaltung für Stadtentwicklung und Umwelt mit dem Bezirksamt Charlottenburg-Wilmersdorf im Jahr 2011 wurde das siegreiche Dresdner Büro Rehwaldt Landschaftsarchitekten mit der Neugestaltung des Platzes beauftragt. Diese sollte bei Kosten in Höhe von rund 2,5 Millionen Euro unter Herausnahme der 123 Parkplätze in der zweiten Jahreshälfte 2012 beginnen. Nach Kritik der Bürgerinitiative Olivaer Platz e. V., die u. a. um den Erhalt der jahrzehntelang gewachsenen Flora und Fauna und der nach ihrer Ansicht dringend benötigten Parkplätze kämpfte, verzögerte sich der Beginn der beschlossenen Umgestaltung weiter (nach damaligem Stand bis zum Sommer 2016). Ende 2015 einigte man sich im Bezirksamt mit den Stimmen aller Fraktionen auf eine „multifunktionale“ Platzgestaltung. Der Platz soll heller werden und eine große Wiese mit alten Bäumen erhalten. Anstelle des heutigen Imbisses soll ein Café mit Terrasse entstehen und der Spielplatz barrierefrei auf 800 m² vergrößert werden. Gleichzeitig sollen 60 der 123 Parkplätze erhalten bleiben. Die Arbeiten zur Umgestaltung wurden Ende 2019 begonnen und Ende 2021 abgeschlossen.

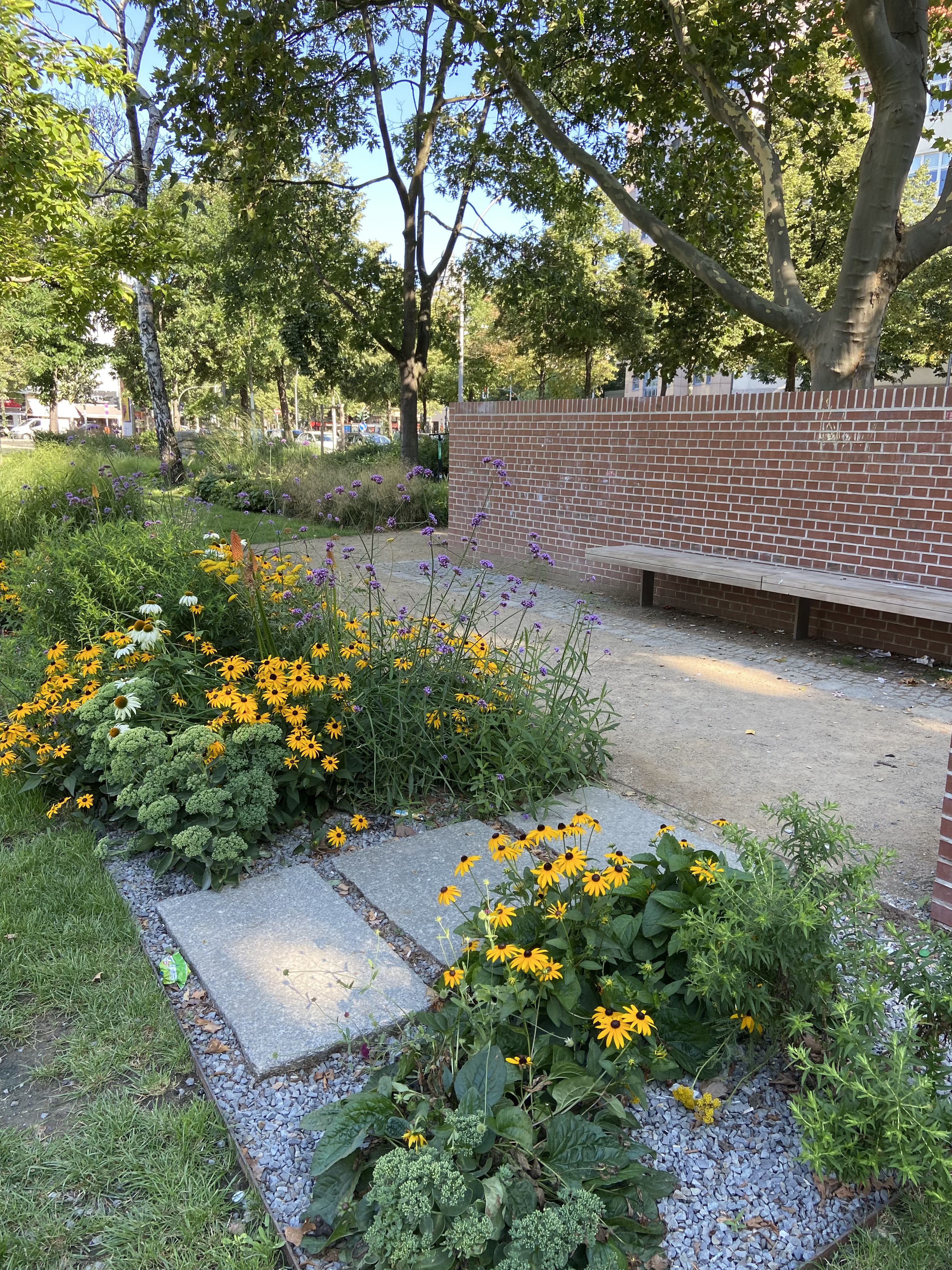
Grünfläche in Richtung  Kurfürstendamm
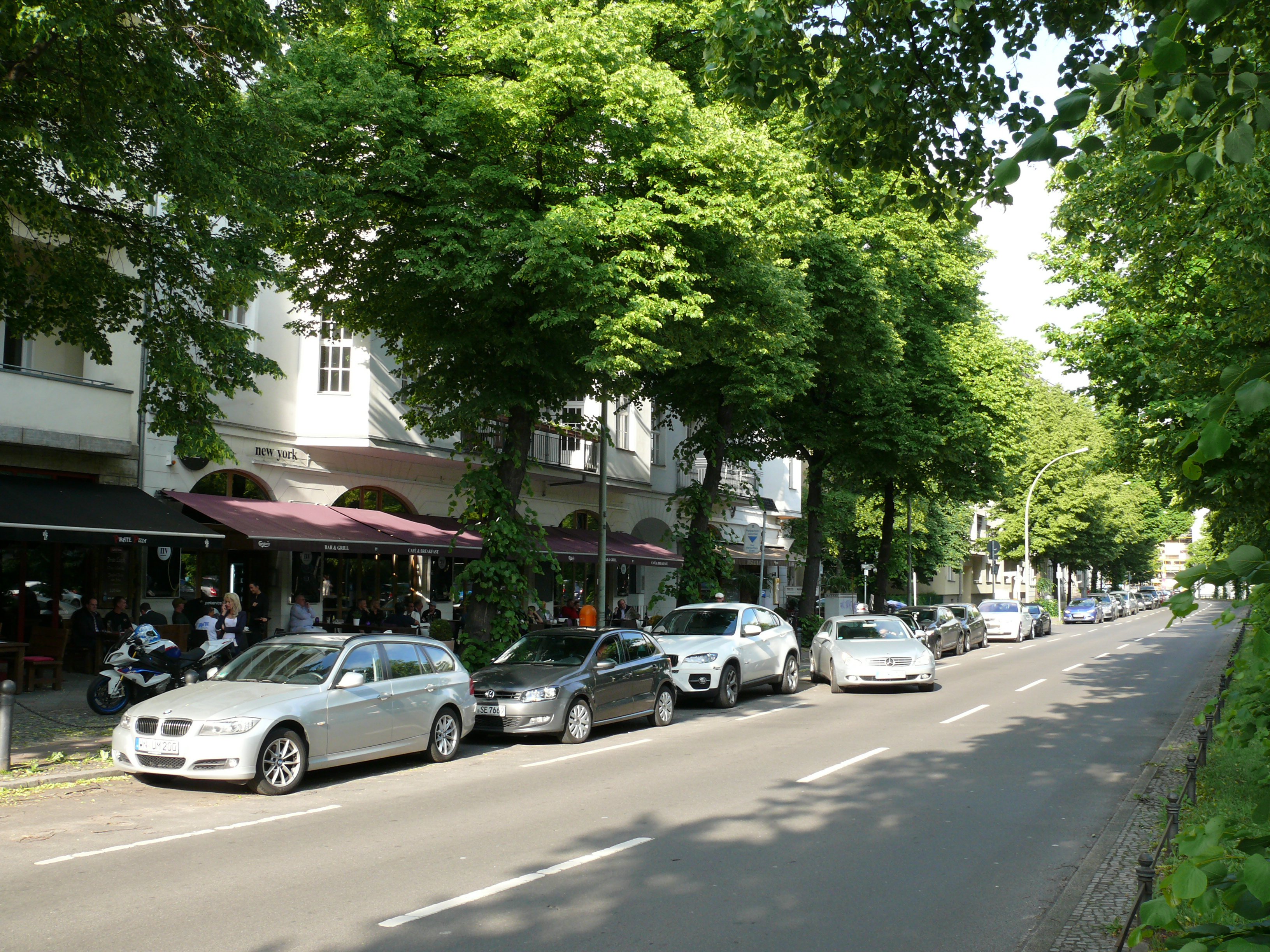
Restaurants an der Nordseite
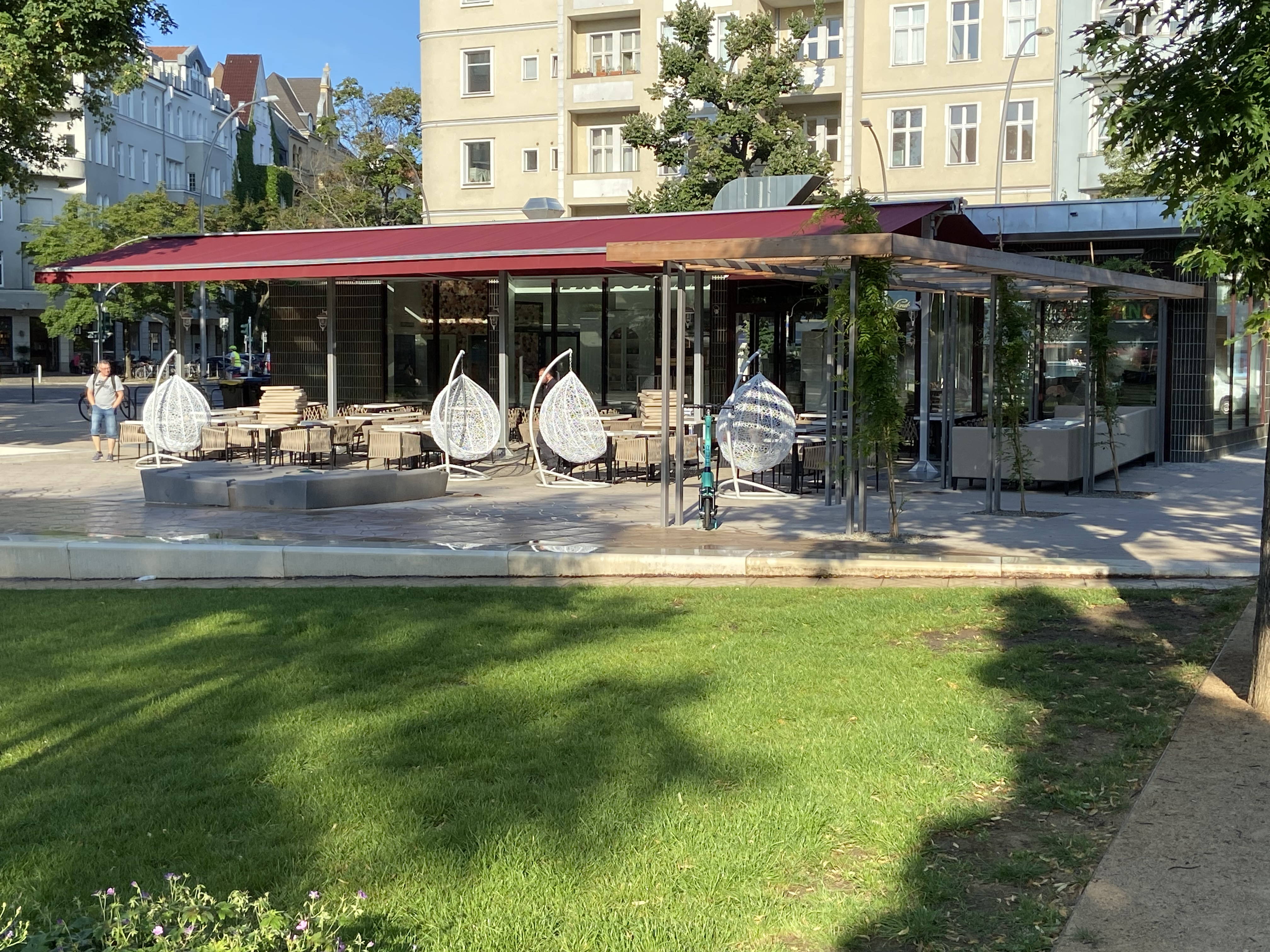
Café
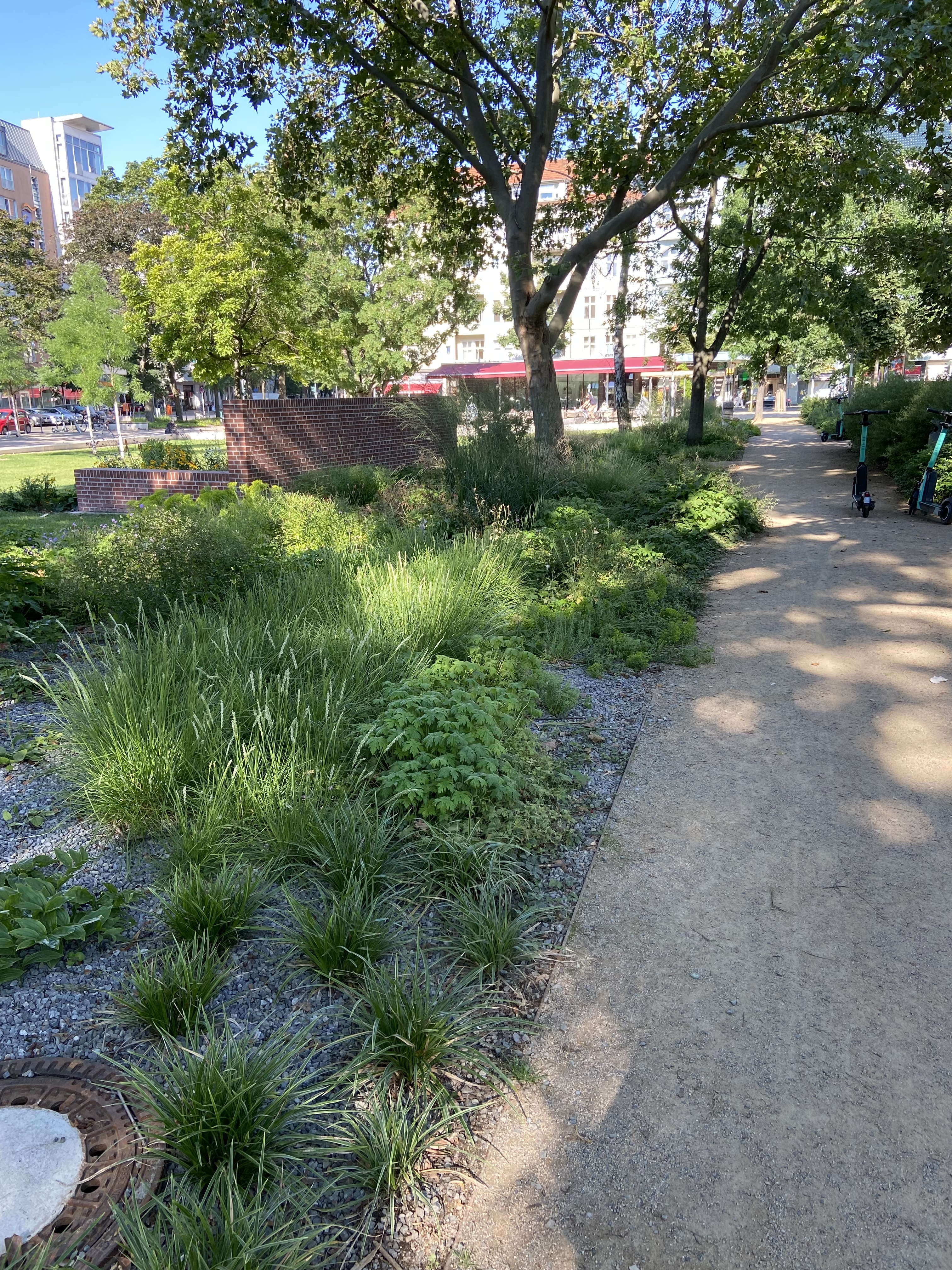
Parkanlage 2021
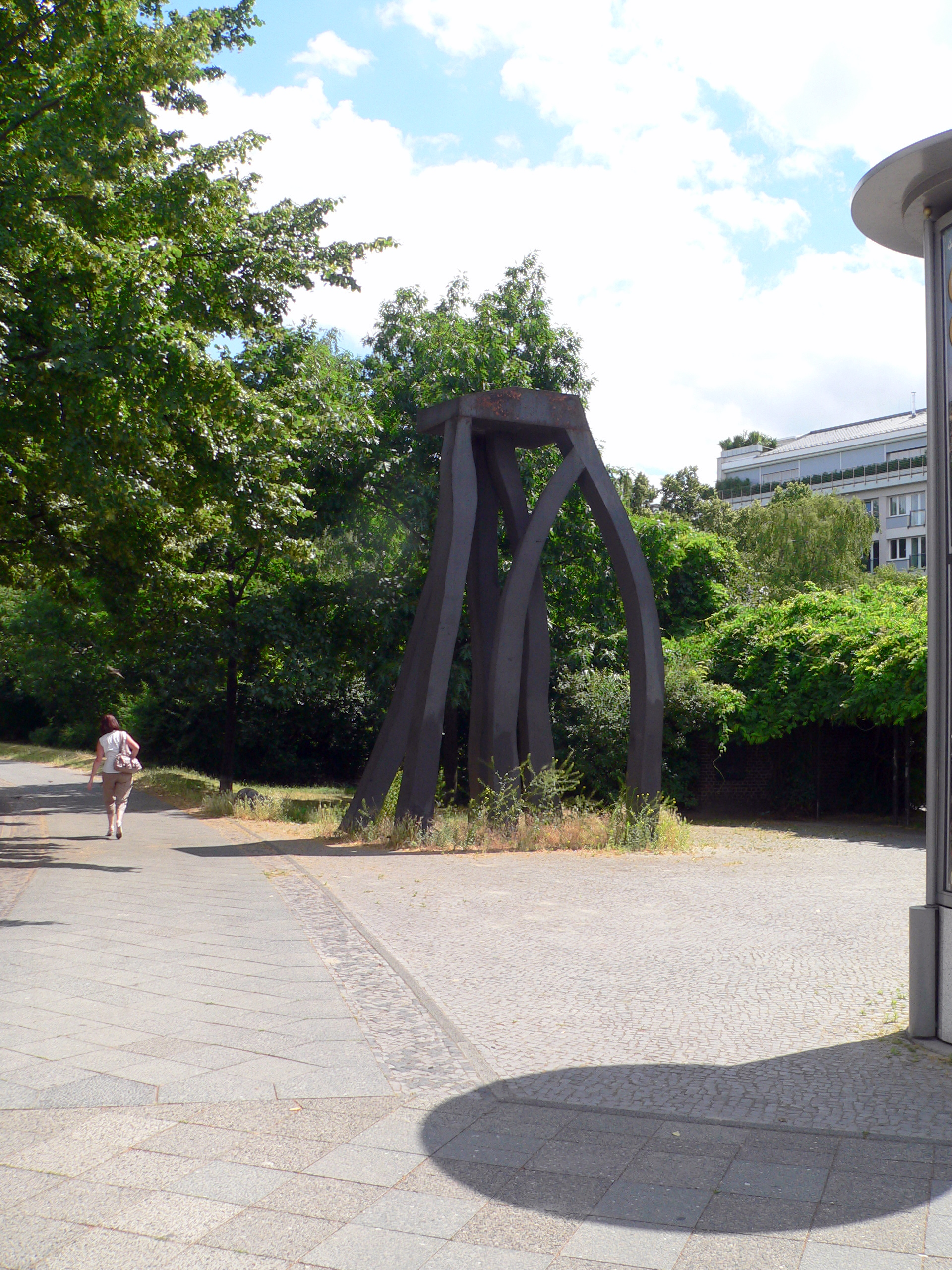
Statue „Lenz 92“
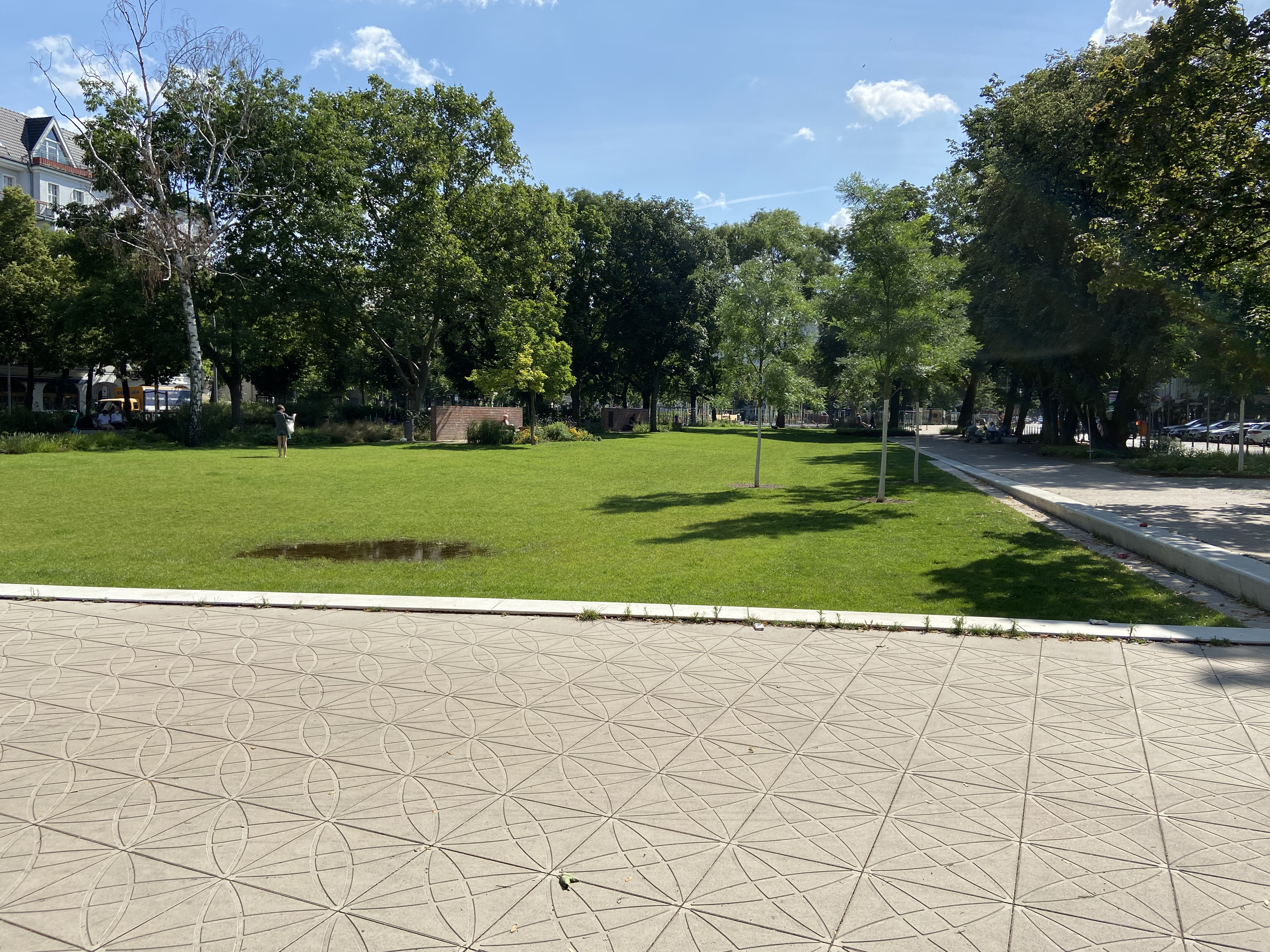
Olivaer Platz, 2021
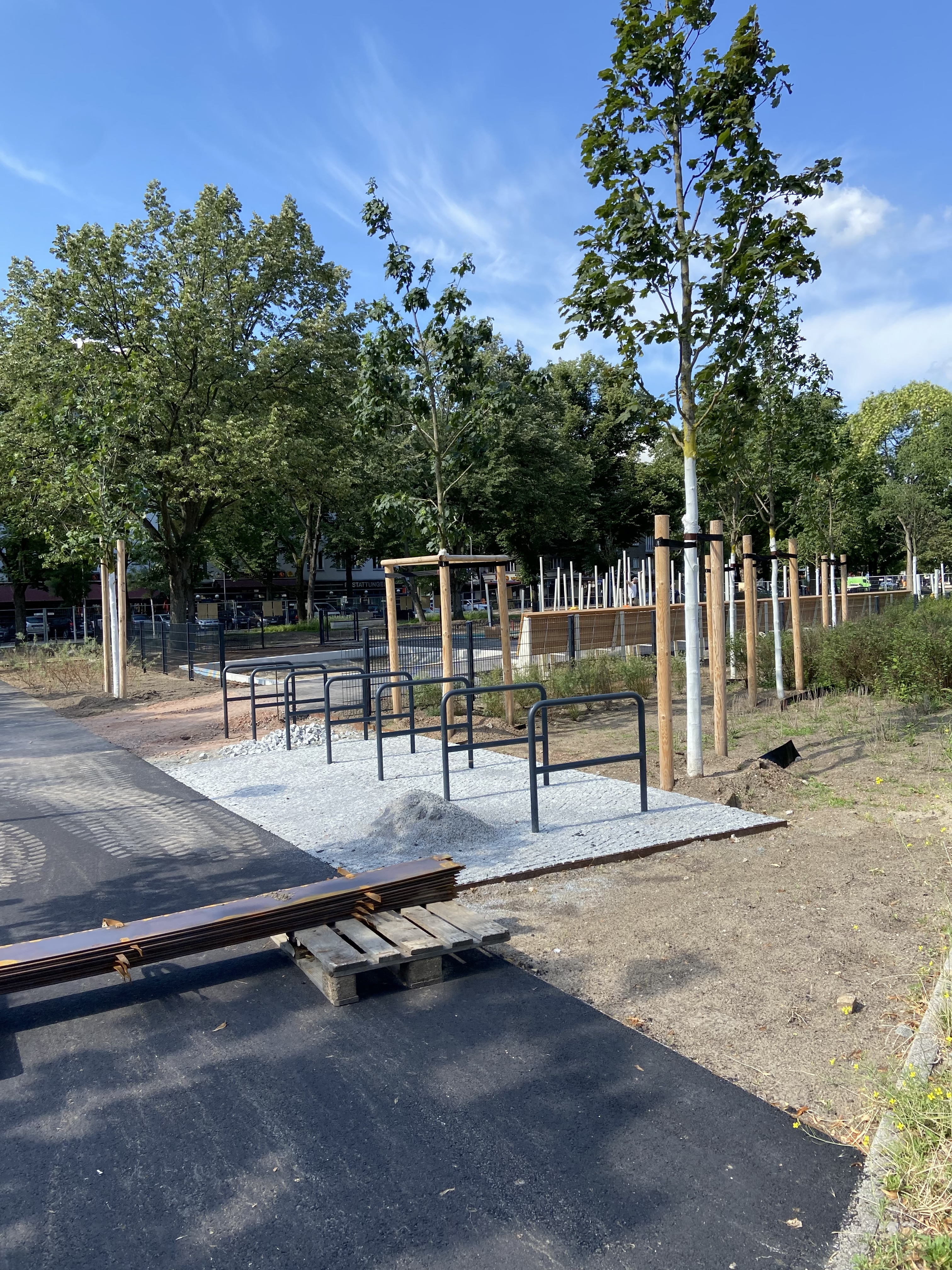
Olivaer Platz zur Lietzenburger Straße hin gesehen, 2021

## Stolpersteine
- Olivaer Platz 5 (ehemals Pariser Straße 30/31): Alfred Schmidt-Sas (29. März 2008), Robert Gumpert (24. September 2010), Hildegard Lewinnek, Käthe Lewinnek  (13. Juli 2019)